# Staňkovice u Žatce
Staňkovice (deutsch Stankowitz) ist eine Gemeinde in Tschechien. Sie liegt drei Kilometer nordöstlich von Žatec und gehört zum Okres Louny.

## Geographie
Staňkovice befindet sich linksseitig der Einmündung der Hutná (Saubach) in die Eger im Nordböhmischen Becken. Nordwestlich erheben sich die Bílá skála (266 m) und der Janský vrch (Johannesberg, 286 m). Im Norden liegt das Industriegebiet Triangle. Südlich führt die Bahnstrecke Plzeň–Duchcov vorbei, nächste Bahnstationen sind Žatec und Tvršice.
Nachbarorte sind Truzenice, Minice und Nehasice im Norden, Zámeček, Tatinná, Bitozeves, Seletice und Seménkovice im Nordosten, Postoloprty im Osten, Selibice und Tvršice im Südosten, Bezděkov im Süden, Žatec im Südwesten, Velichov im Westen sowie Žiželice im Nordwesten.

## Geschichte
Archäologische Funde belegen eine Besiedlung der an einem alten Arm der Eger gelegenen Dorfes seit der Steinzeit. Wahrscheinlich im 9. oder 10. Jahrhundert entstand an der Stelle des heutigen Schlösschens an einer Egerschleife eine kleine Feste und später das Dorf Chmelice. Erstmals schriftlich erwähnt wurde das Chmelice gegenüberliegende Dorf Staňkovice im Jahre 1240 in einer Besitzurkunde des Klosters Strahov, aus der hervorgeht, dass es der Abt Adam Berhold Staňkovice 1225 für 120 Silbermark gekauft hatte. Ab 1272 verpachtete der Orden das Dorf erblich an Saazer Bürger. Während der Hussitenkriege bemächtigte sich die Stadt Saaz der Güter. Zu Beginn des 16. Jahrhunderts erlosch Chmelice aus nicht näher bekannten Gründen. Wegen Beteiligung am Ständeaufstand gegen die Habsburger konfiszierte Ferdinand I. 1547 die Besitzungen der Stadt. Dabei wurde auch die Feste in Staňkovice genannt. Bis zum Verkauf durch Rudolf II. im Jahre 1594 war Staňkovice danach Teil der Herrschaft Líčkov. Nach der Schlacht am Weißen Berg wurde Staňkovice von Ferdinand II. konfisziert und von den Besitzern der Herrschaft Líčkov, Jaroslav von Hasenburg und Esther Juliane Herzan von Harras im Zuge eines Tausches erworben. 1651 hatte das Dorf 143 Einwohner. In der berní rula von 1654 sind für Staňkovice 34 Anwesen ausgewiesen, davon waren 18 Bauern, 10 Beisassen und sechs Gärtner. Um den Ort lagen vier große Teiche und an den Hängen des Egertales wurde seit 1378 Wein angebaut. Durch Trockenlegung der Egersümpfe wurde fruchtbarer Boden gewonnen, der sich zum Hopfen- und Gemüsebau eignete.
Nach der Aufhebung der Patrimonialherrschaften bildete Stankowitz / Staňkovice 1850 eine Gemeinde im Bezirk Saaz. Der Ort hatte 355 Einwohner. In den Jahren 1886, 1895 und 1901 war Stankowitz von starken Hochwassern des Saubaches betroffen. 1921 lebten in dem Dorf 730 Deutsche, 93 Tschechen und sieben Ausländer. 1930 hatte Stankowitz 825 Einwohner, davon 72 Tschechen.
Nach dem Münchner Abkommen wurde der Ort 1938 dem Deutschen Reich zugeschlagen und gehörte bis 1945 zum Landkreis Saaz. 1939 lebten in der Gemeinde 764 Menschen. Nach dem Ende des Zweiten Weltkrieges kam Staňkovice zur Tschechoslowakei zurück. Die deutsche Bevölkerung wurde vertrieben und Wolhynientschechen angesiedelt.
Bis 1953 entstand eine Wohnsiedlung für die Soldatenfamilien des Militärflugplatzes Žatec. Seit 1961 gehört Staňkovice zum Okres Louny, in diesem Jahr erreichte der Ort mit 935 Einwohnern die höchste Einwohnerzahl seiner Geschichte. 1975 erfolgte die Eingemeindung nach Žatec. Seit 1990 besteht die Gemeinde wieder. Im Jahre 1996 wurden die Ortsteile Selibice und Tvršice von der Stadt Žatec an die Gemeinde Staňkovice angegliedert.
Auf dem früheren Armeeflugplatz Žatec begann ab 2002 die Errichtung des 365 ha großen Industriegebietes Triangle, in dem bisher Niederlassungen der japanischen Unternehmen IPS Alpha Technology Europe und Hitachi Home Electronics entstanden. Unter dem Namen Průmyslová zóna Triangle wurde es anteilig zum Ortsteil von Velemyšleves und Staňkovice.

## Gemeindegliederung
Die Gemeinde Staňkovice besteht aus den Ortsteilen Průmyslová zóna Triangle (Industrie- und Gewerbegebiet Triangle), Selibice (Sellowitz), Staňkovice (Stankowitz) und Tvršice (Twerschitz). Grundsiedlungseinheiten sind Selibice, Staňkovice und Tvršice. Das Gemeindegebiet gliedert sich in die Katastralbezirke Selibice, Staňkovice u Žatce und Tvršice.

## Sehenswürdigkeiten

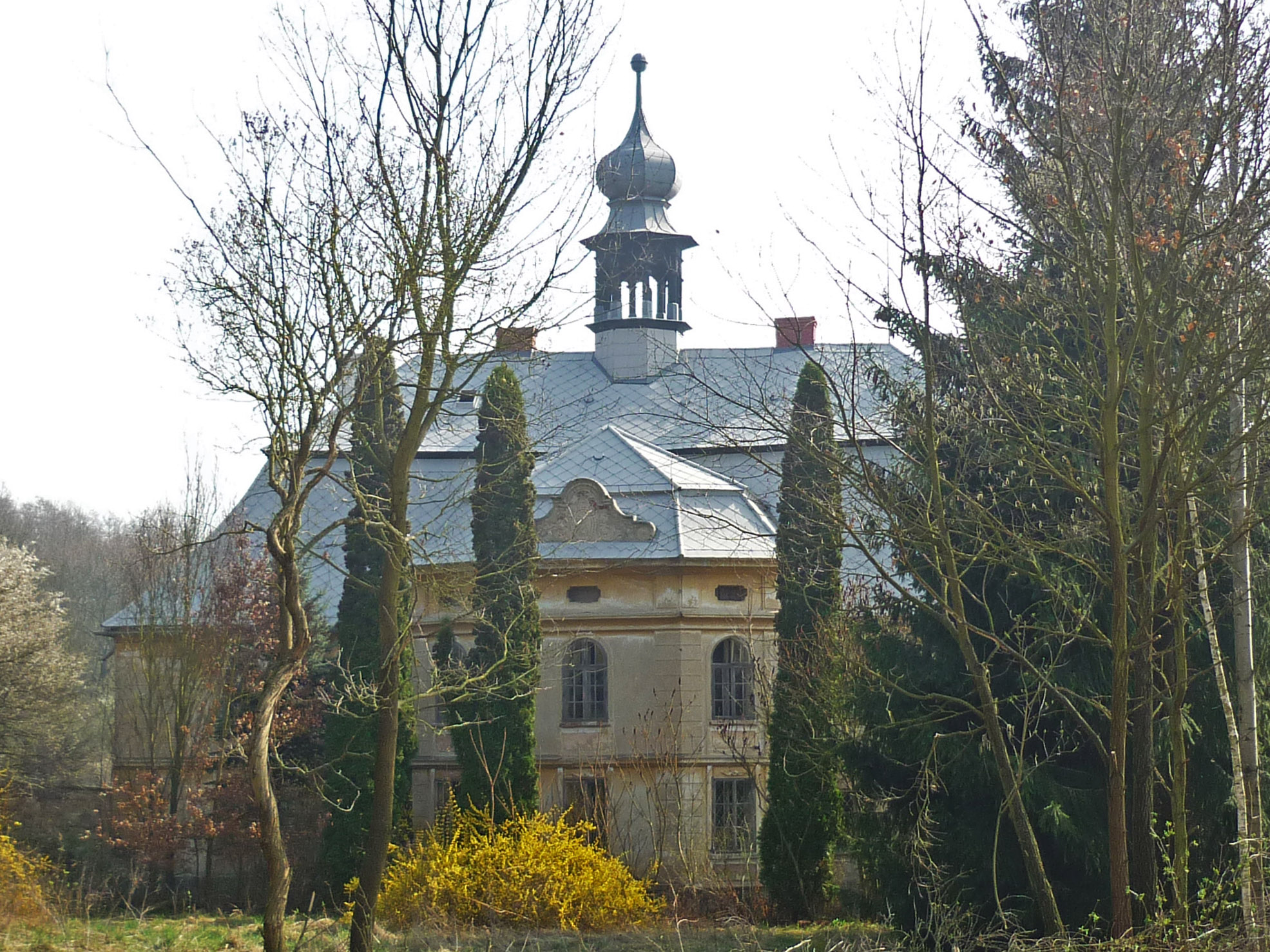
Schloss Stankowitz

- Kirche des hl. Wenzel, der ursprünglich gotische und seit 1272 nachweisbare Bau erhielt 1606 ein neues Schiff und einen Turm, im 18. Jahrhundert wurde sie barockisiert
- Pfarrhaus, errichtet 1787
- Zámeček, das zweistöckige spätbarocke Schlösschen mit einem Turm und mehreren Laternen auf dem Mansarddach entstand im 19. Jahrhundert
- Kapelle der Schmerzhaften Jungfrau Maria in Tvršice, in baufälligem Zustand
- Kapelle in Selibice
- barocker Bauernhof in Selibice, aus dem 18. Jahrhundert
- Naturdenkmal Bílá skála, der steile Südhang über dem Einfluss der Hutná ins Egertal nordwestlich von Staňkovice wurde 1992 wegen zahlreicher Arten wärmeliebender Insekten auf einer Fläche von 6,86 ha geschützt.

## Söhne und Töchter der Gemeinde
- Josephine Schallowetz, verehelichte Baronin Ringhoffer (1822–1896), Großindustriellengattin, Philanthropin und Pianistin
- Miroslava Černá (* 1972), Behindertensportlerin und Bogenschützin, sie gewann Medaillen bei den Paralympics 2008, der WM 2005 und der EM 2006